# Plebeiella griswoldorum
Plebeiella griswoldorum är en biart som först beskrevs av Connal Desmond Eardley 2004.  Plebeiella griswoldorum ingår i släktet Plebeiella och familjen långtungebin. Inga underarter finns listade.

## Utseende
Arten är ett litet bi, övervägande svart med rödaktiga fotspetsar, gulatiga markeringar på munskölden, käkarna och delar av ansiktet. Hårbekladnaden är vit och finns huvudsakligen på främre delen av mellankroppen, och är en blandning av korta och täta, långa och glesa, samt små tufsar av längre hår.

## Ekologi
Släktet Plebeiella tillhör de gaddlösa bina, ett tribus (Meliponini) av sociala bin som saknar fungerande gadd. De har dock kraftiga käkar, och kan bitas ordentligt. Som många arter av gaddlösa bin är biet en viktig pollinatör av ekonomisk betydelse för jordbruket. Det förekommer att man skördar honung från vildlevande samhällen.

## Utbredning
Arten är endast påträffad i Kongo-Kinshasa.